# Psila frontalis
Psila frontalis är en tvåvingeart som beskrevs av Daniel William Coquillett 1901. Psila frontalis ingår i släktet Psila och familjen rotflugor. Inga underarter finns listade i Catalogue of Life.